# Aimbot
Een aimbot is software om vals te spelen (in deze context cheating genoemd) in een first-person shooter-computerspel. Deze software zorgt ervoor dat de speler automatisch en/of gericht kan schieten. Het is hierdoor mogelijk om een tegenstander makkelijk te raken aangezien de speler geholpen wordt door de software.
Een aimbot wordt door de meeste spelers als een zwak hulpmiddel gezien. Het gebruik van een aimbot is op veel online servers verboden.

## Soorten aimbots
Er zijn verschillende soorten aimbots; een aimbot kan helpen bij het richten, het schieten of allebei. Een aimbot die schiet zodra de speler de crosshair boven een doelwit heeft, wordt een triggerbot genoemd.

## Aimbots opsporen
In de meeste first person shooter computerspellen is het mogelijk om als toeschouwer de aanwezige spelers in een server te bekijken en ook mee te kijken met een individuele speler. Het is hierdoor mogelijk het spel te bekijken zoals de spelers het zelf aan het spelen zijn. Een aimbot is op deze manier te herkennen aangezien de meeste aimbots onnatuurlijk gedrag vertonen wanneer ze gebruikt worden. Voorbeelden van dit gedrag zijn: zeer direct omdraaien (hoeken van 180 graden e.d.) en de crosshair gericht houden op een doelwit zonder hier van af te wijken. Een speler die gebruikmaakt van een aimbot kan besluiten om de aimbot uit te schakelen zodra er toeschouwers aanwezig zijn in de server om niet opgemerkt te worden.

## Gebruik
Aimbots worden meestal gebruikt door mensen die zelf niet goed kunnen schieten, of gewoon mensen die willen valspelen. Soms worden ze ook gebruikt door mensen die 'GameBattles' spelen. Dit is echter makkelijker op te sporen omdat ze hun 'Games' zelf opnemen om te verifiëren dat ze echt gewonnen hebben.
Ook geeft de 'aimbot' een soort vierkante vorm aan om de tegenstander weer te geven, wanneer deze normaal nog niet zichtbaar hoort te zijn. Hierdoor kan de cheater de vijand zien aankomen of zelfs weten waar hij of zij naartoe loopt.